# Список университетов Эстонии
Здесь приведён список высших учебных заведений Эстонии по состоянию на конец 2024 года, составленный на основе данных Инфосистемы образования Эстонии (EHIS), а также список бывших частных высших учебных заведений страны, составленный на основе данных Эстонского центра ENIC/NARIC (European Network of National Information Centres on Academic Recognition and Mobility/National Academic Recognition Information Centres).

## Публично-правовые высшие учебные заведения[2]

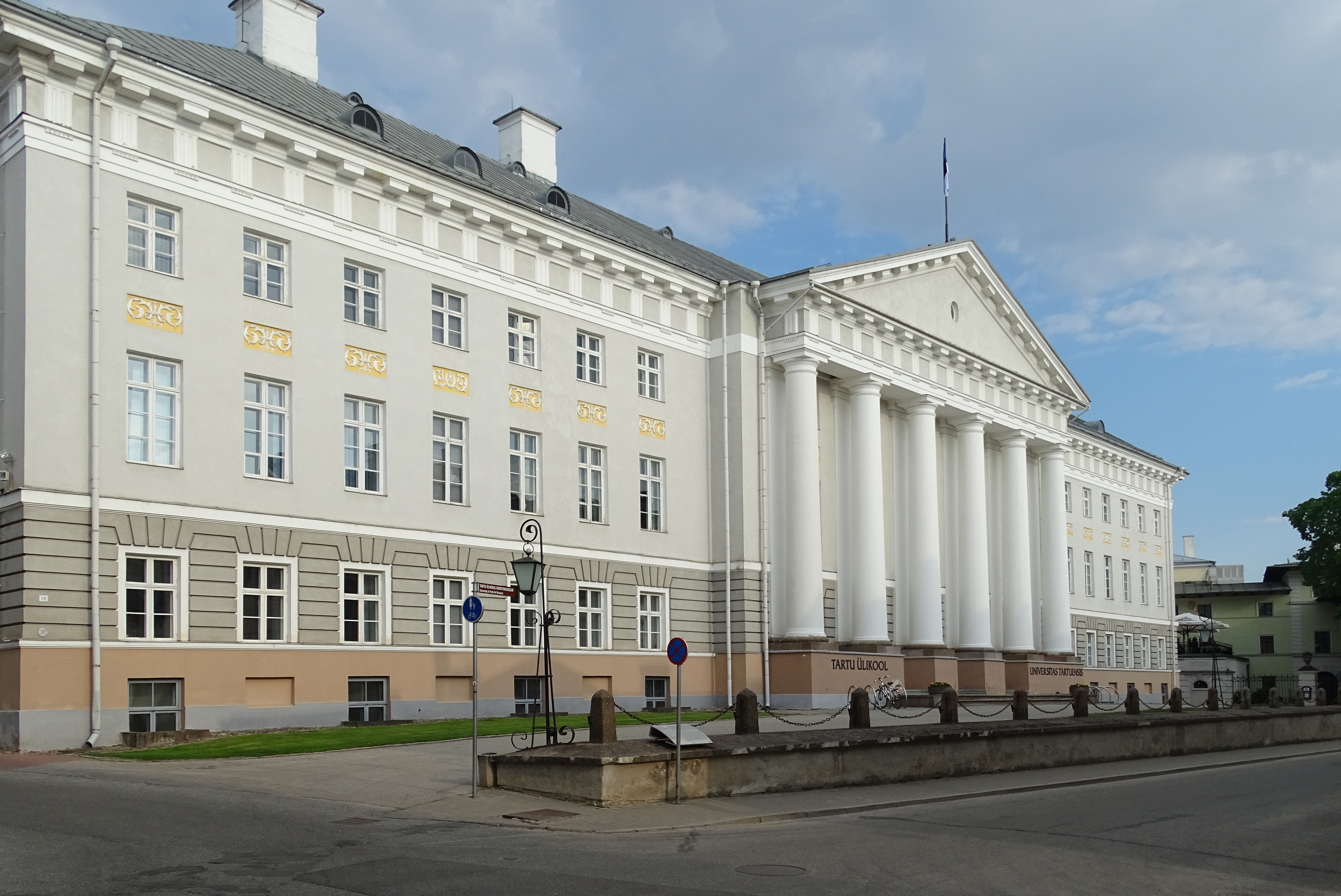
Тартуский университет, старейший университет Эстонии

- Таллинский университет (Tallinna Ülikool)
- Таллинский технический университет (Tallinna Tehnikaülikool)
  - Эстонская морская академия (Eesti Mereakadeemia)
- Тартуский университет (Tartu Ülikool)
- Эстонская академия музыки и театра (Eesti Muusika- ja Teatriakadeemia)
- Эстонская академия художеств (Eesti Kunstiakadeemia)
- Эстонский университет естественных наук (Eesti Maaülikool)

## Государственные прикладные высшие учебные заведения[3]
- Высшая художественная школа Паллас (Kõrgem Kunstikool Pallas)
- Таллинская высшая техническая школа (Tallinna Tehnikakõrgkool)
- Тартуская высшая школа здравоохранения (Tartu Tervishoiu Kõrgkool)
- Эстонская авиационная академия (Eesti Lennuakadeemia)
- Эстонская академия внутренней безопасности (Eesti Sisekaitseakadeemia)
- Эстонская военная академия (Kaitseväe Akadeemia)
- Таллинская высшая школа здравоохранения (Tallinna Tervishoiu Kõrgkool)

## Частные университеты[4]
- Эстонская школа бизнеса (Estonian Business School)

## Частные прикладные высшие учебные заведения[5]
- Теологический институт Эстонской евангелическо-лютеранской церкви (EELK Usuteaduse Instituut)
- Высший теологический семинар Союза Эстонских евангелических христианских и баптистских церквей (Eesti EKB Liit Kõrgem Usuteaduslik Seminar)
- Эстонская высшая школа предпринимательства Майнор (Eesti Ettevõtluskõrgkool Mainor)
- Теологический семинар Эстонской Методистской Церкви (Eesti Metodisti Kiriku Teoloogiline Seminar)

Частные высшие учебные заведения, имевшие аккредитованные учебные программы по состоянию на 2010 год
- Академия Норд (Akadeemia Nord)

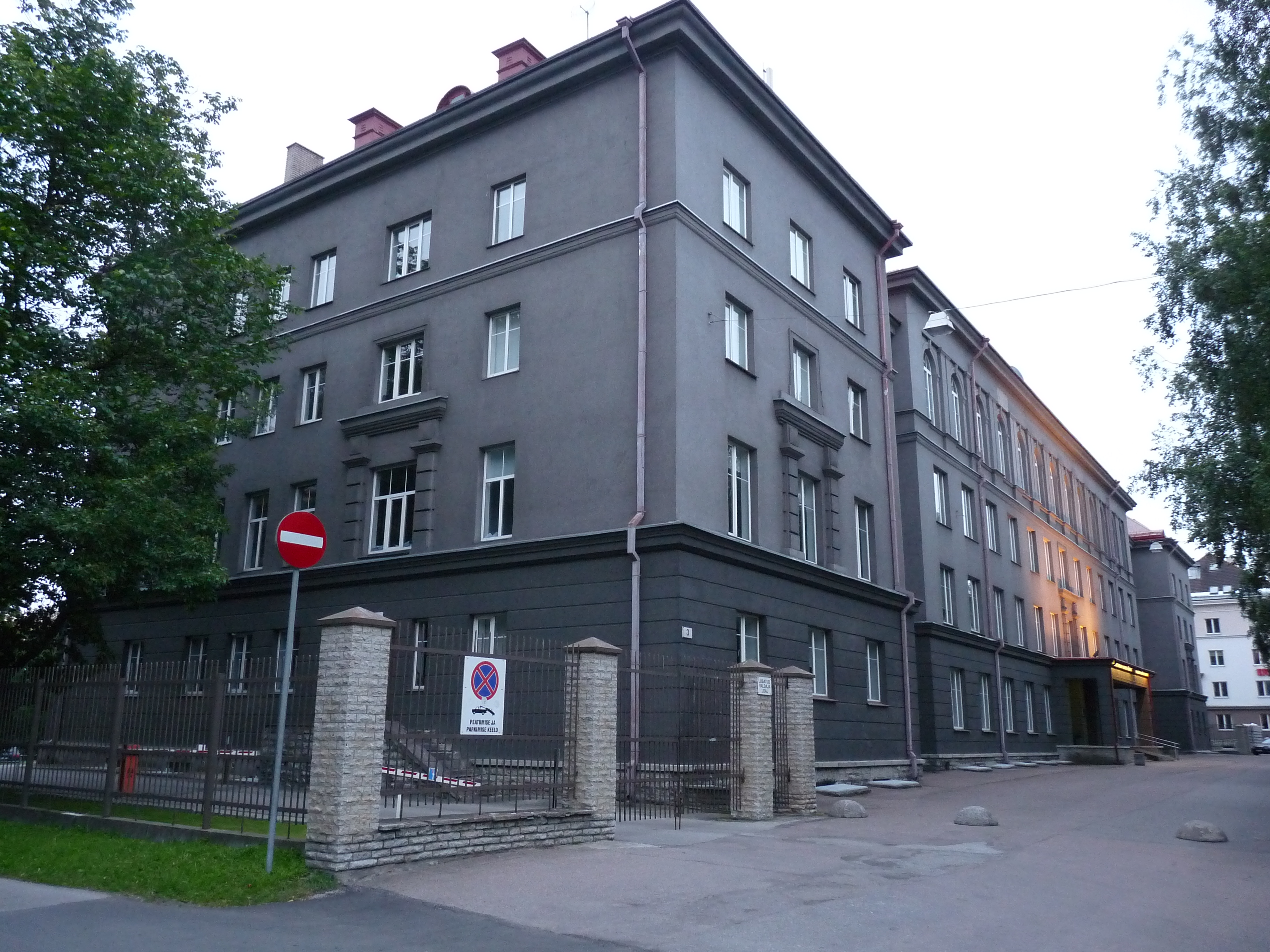
Эстонская школа бизнеса

- Университет Аудентес (Audentese Ülikool)
- Высшая бизнес-школа Аудентес (Audentese Kõrgem Ärikool)
- Высшая прикладная школа социальных наук LEX (Rahvusvaheline Sotsiaalteaduste Rakenduslik Kõrgkool LEX)
- Высшая школа Майнор (Mainori Kõrgkool)
- Высшая школа «I Studium» (Kõrgkool “I Studium”)
- Евроакадемия (Euroakadeemia)
- Международный университет Конкордия в Эстонии (Concordia Rahvusvaheline Ülikool Eestis)
- Силламяэский институт экономики и менеджмента (Sillamäe Majanduse ja Juhtimise Instituut)
- Социально-гуманитарный институт (Sotsiaal-Humanitaarinstituut)
- Тартуская академия теологии (Tartu Teoloogia Akadeemia)
- Теологический семинар Эстонской Методистской Церкви (Eesti Metodisti Kiriku Teoloogiline Seminar)
- Теологический институт Эстонской евангелическо-лютеранской церкви (EELK Usuteaduse Instituut)
- Частная высшая школа социальных наук «Веритас» (Sotsiaalteaduste Erakõrgkool “Veritas”)
- Эстоно-Американская бизнес-академия (Eesti-Ameerika Äriakadeemia)
- Эстонская высшая школа гостиничного хозяйства и туризма (Eesti Hotelli- ja Turismikõrgkool)
- Эстонский гуманитарный институт (Eesti Humanitaarinstituut)
- Эстонская школа бизнеса (Estonian Business School)